# Protoporfiria erytropoetyczna
Protoporfiria erytropoetyczna (łac. protoporphyria erythropoietica, ang. erythropoietic protoporphyria, EPP) – wrodzone zaburzenie metabolizmu hemu (porfiria) spowodowane w większości przypadków niedoborem enzymu ferrochelatazy i podwyższonymi poziomami protoporfiryn w tkankach. Jest stosunkowo łagodną postacią porfirii, jednak wiąże się z nasilonymi dolegliwościami bólowymi. Zagrażającym życiu powikłaniem jest ostra niewydolność wątroby. Chorobę opisał Ian Allingham Magnus ze współpracownikami z londyńskiego St John's Institute of Dermatology w 1961 roku.

## Etiologia i patogeneza

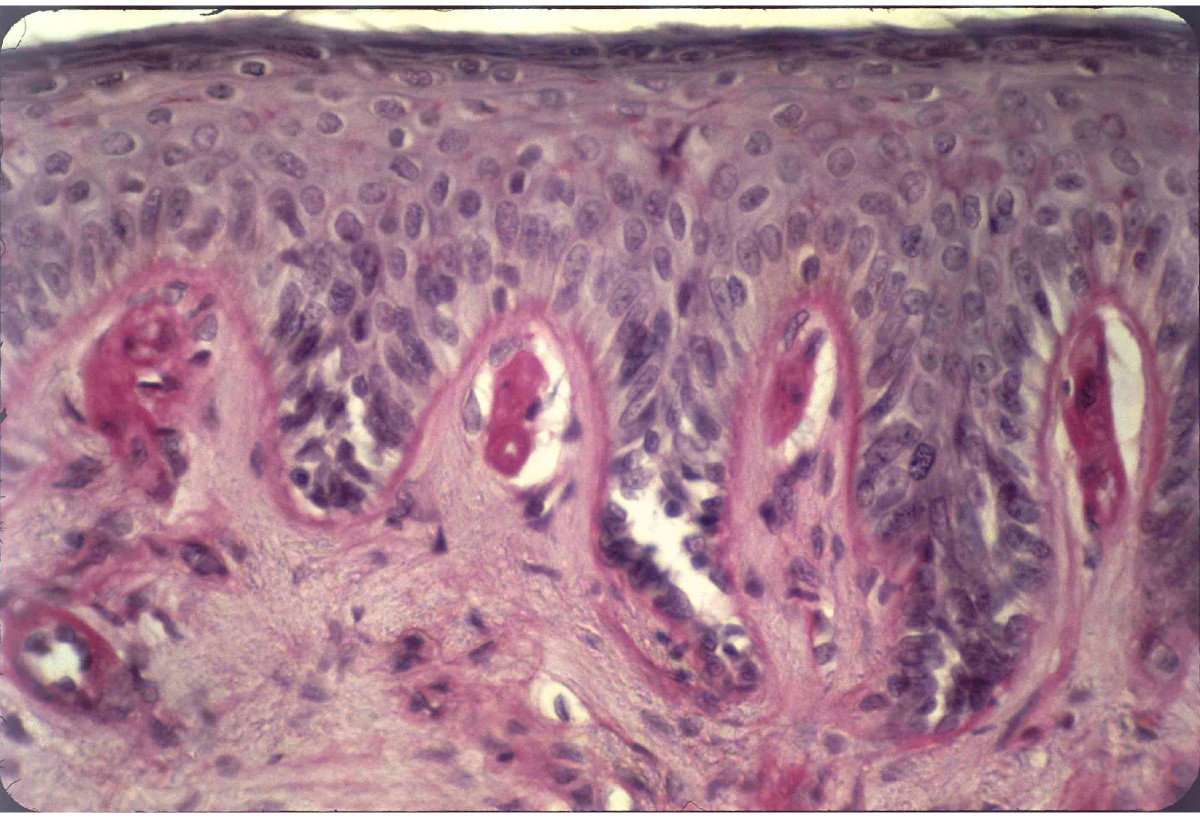
Mikroskopowy obraz zmian w skórze w przebiegu EPP

W większości przypadków (95%) EPP spowodowana jest częściowym niedoborem ostatniego enzymu szlaku biosyntezy hemu, ferrochelatazy (EC 4.99.1.1), spowodowanego mutacją w kodującym białko enzymu genie FECH (OMIM#177000) w locus 18q21.3. Aktywność enzymu obniżona jest do 10–20%. W około połowie przypadków schorzenie występuje sporadycznie (nieodziedziczone), a w drugiej połowie przypadków rodzinnie. Wydaje się, że dziedziczenie schorzenia jest autosomalne dominujące, a ekspresja modulowana przez obecność hipomorfizmu drugiego allelu IVS3-48C. W 2009 roku w Human Gene Mutation Database znajdowały się 34 mutacje typu missens lub nonsens, a także mutacje miejsca splicingowego, małe delecje i insercje powiązane z fenotypem protoporfirii erytropoetycznej.
Opisano też dziedziczenie autosomalne recesywne, ze zmutowanymi obydwoma allelami FECH.
U około 2% pacjentów, objawy EPP pojawiają się wskutek mutacji z nabyciem funkcji (ang. gain-of-function) w genie specyficznej dla komórek erytroidalnych syntazy aminolewulinianu-2 (EC 2.3.1.37), ALAS2 w locus Xp11.21, i dziedziczą się w sposób sprzężony z chromosomem X (OMIM#300752).
Objawy EPP wynikają z gromadzenia nadmiernych ilości protoporfiryn w tkankach. Cząsteczka protoporfiryny absorbuje promieniowanie świetlne w zakresie fal 320–595 nm; dostarczona energia powoduje przejście cząsteczki tlenu w stan tripletowy. Konsekwencją tego jest powstanie reaktywnych form tlenu, działających niszcząco na tkanki. Cząsteczka protoporfiryny jest hydrofobna (lipofilna), stąd kumuluje się w błonach biologicznych i powoduje ich uszkodzenie w mechanizmie peroksydacji lipidów błonowych. Protoporfiryny wykazują też słabiej poznane działanie toksyczne niezależne od fototoksyczności. Trafiając w dużych stężeniach do dróg żółciowych tworzą złogi, zmniejszają zdolność wątroby do produkcji żółci, powodują włóknienie i marskość wątroby. W hepatocytach obserwuje się charakterystyczne dwójłomne kryształy o kształcie krzyży maltańskich. Kanaliki żółciowe są niekiedy poszerzone i mogą zawierać amorficzne złogi w swoim świetle.

## Epidemiologia
Choroba występuje na całym świecie, częstość szacuje się na 1:75 000 w Holandii do 1:200 000 w Walii. Kobiety i mężczyźni chorują równie często.
Pierwsze objawy zwykle pojawiają się w niemowlęctwie po ekspozycji na światło słoneczne. Rzadko choroba objawia się u dorosłych (opisano przypadki pacjentów z pierwszymi objawami w wieku 33 lat, 62 lat i 69 lat). Większość przypadków o późnym początku wiąże się ze współistnieniem nowotworów hematologicznych, chociaż opisano przypadki EPP nie przebiegającej z nowotworem.

## Objawy i przebieg

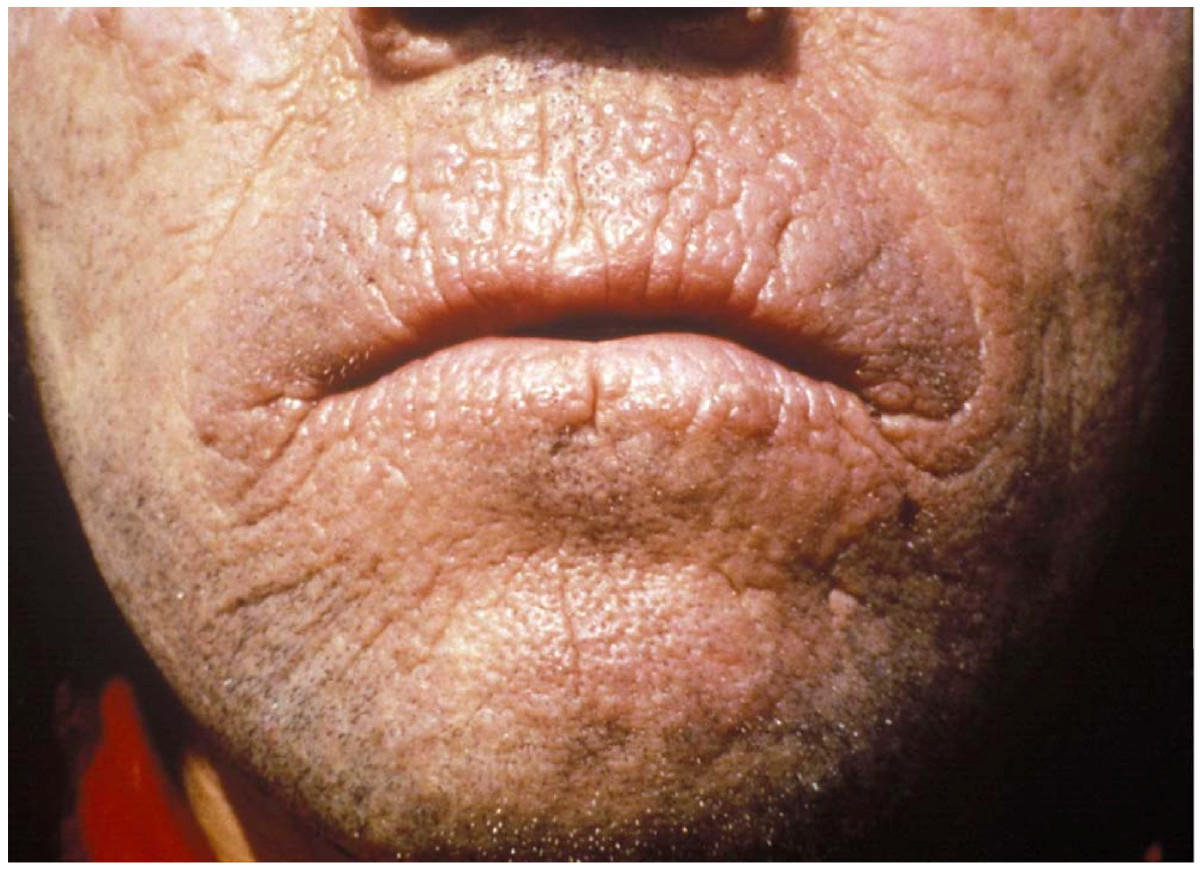
Przewlekłe zmiany skórne w przebiegu EPP

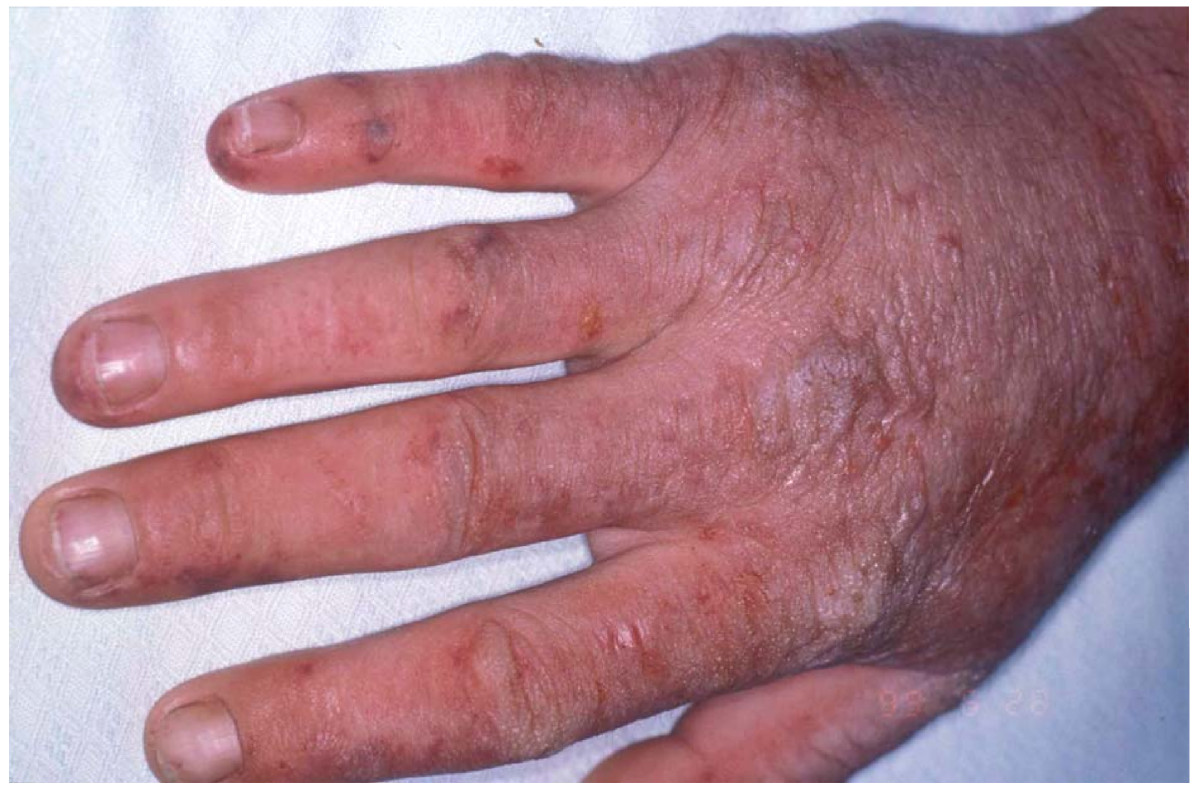
Ostra reakcja nadwrażliwości na światło u pacjenta z EPP

EPP charakteryzuje się objawami skórnymi, z natychmiastową nadwrażliwością na światło przebiegającą z rumieniem i obrzękiem, niekiedy z wybroczynami krwotocznymi, połączonymi z dolegliwościami bólowymi (kłucie, pieczenie, mrowienie); z reguły nie powstają pęcherzyki ani pęcherze. Najczęściej zmiany występują na twarzy i dłoniach, ale każda odsłonięta powierzchnia skóry może być zmieniona chorobowo. Nasilenie i czas trwania objawów zależy od czasu ekspozycji na światło słoneczne. Mogą powstać przewlekłe zmiany skórne, pogrubienie skóry, hiperkeratoza (zwykle na twarzy i grzbietach dłoni). Opisywano zmiany paznokci (fotoonycholiza). Nie stwierdza się innych przewlekłych zmian skórnych, spotykanych w innych porfiriach: prosaków, hiperpigmentacji, hipertrichozy. Opisywano sezonowy rogowiec dłoni u pacjentów z autosomalną recesywną postacią EPP.
Protporfiryna jest lipofilna i jest wydalana do żółci, zwiększając ryzyko kamicy (około 20% pacjentów ma kamicę).
Może się rozwinąć przewlekła niewydolność wątroby (1–4% chorych) i ostra niewydolność tego narządu często o piorunującym przebiegu. Choroba wątroby przebiega z hepatomegalią i nadciśnieniem wrotnym.
U pacjentów ze schyłkową niewydolnością wątroby w przebiegu EPP opisano niezwykły zespół neurologiczny, na który składają się postępująca polineuropatia, dysfagia i niewydolność oddechowa. Przedstawiono też przypadek powikłań ocznych EPP.
U 20–60% pacjentów stwierdza się niedokrwistość mikrocytową i obniżony poziom hemoglobiny przy prawidłowych poziomach żelaza.

### Korelacje genotyp-fenotyp
Jak dotąd nie stwierdzono żadnej korelacji między stopniem wrażliwości skóry na światło a rodzajem mutacji, podejrzewa się jedynie, że mutacja P334L może objawiać się łagodniej. Nie stwierdzono też związku między rodzajem mutacji a stężeniami protoporfiryn w osoczu.
W przeglądzie danych wykazano, że wśród 112 chorych z mutacją FECH, wszyscy pacjenci którzy mieli mutacje miejsca splicingowego, nonsens lub przesunięcia ramki odczytu było dotkniętych powikłaniami wątrobowymi, których nie miał żaden z 20 pacjentów z mutacją typu missens.

## Rozpoznanie

Algorytm diagnostyczny w EPP

Rozpoznanie opiera się na stwierdzeniu podwyższonych poziomów protoporfiryny w osoczu i erytrocytach, i stwierdzeniu szczytu natężenia fluorescencji w zakresie długości fali 634 nm. Prawidłowy poziom wolnej protoporfiryny w osoczu (FEP) wynosi 60 μg/dl, u objawowych chorych może sięgać 1000 μg/dl. W dalszej diagnostyce wskazane są testy badające aktywność ferrochelatazy, testy genetyczne (mutacje FECH, obecność allelu IVS3-48C, mutacji ALAS2).
U niewielkiej grupy pacjentów bez mutacji FECH, aktywność enzymu jest prawidłowa przy bardzo wysokich wartościach protoporfiryn, z czego 40% stanowi cynko-protoporfiryna.

### Diagnostyka różnicowa
W diagnostyce różnicowej należy uwzględnić:
- fototoksyczność leków
- opryszczki ospówkowate
- pokrzywkę
- kontaktowe zapalenie skóry
- obrzęk naczynioruchowy
- lipoid proteinosis
- inne postaci porfirii

## Postępowanie
Postępowanie polega na unikaniu ekspozycji skóry na światło słoneczne (także przez szyby okienne), obniżeniu poziomów protoporfiryny, i zapobieganiu progresji ewentualnej choroby wątroby w kierunku niewydolności wątroby.
Na powstałe na skórze zmiany można stosować zimne mokre okłady. Stosowane miejscowo glikokortykosterydy zwykle są mało skuteczne. Proponowane dawki beta-karotenu to 90–120 mg/d u dzieci i 180–300 mg/d u dorosłych. Można stosować suplementację witaminami C i E oraz cysteiną (500 mg dwa razy dziennie).
Bardzo istotne jest regularne monitorowanie funkcji wątroby. Niewydolność wątroby u pacjentów z EPP jest wskazaniem do jej przeszczepienia, jednak często rozwija się również niewydolność allograftu, skutkująca koniecznością retransplantacji. Wskaźniki przeżyć 5-letnich po przeszczepie określa się jako dobre.
W najcięższych przypadkach EPP przebiegających z niewydolnością wątroby stosowano z dobrymi efektami sekwencyjne przeszczepienie wątroby i szpiku kostnego.
W zapobieganiu fototoksyczności protoporfiryny stosowano beta-karoten, N-acetylocysteinę, cysteinę i dihydroksyaceton (hennę). Do 2009 roku przeprowadzono 25 badań klinicznych z tymi związkami, z czego pięć było badaniami z randomizacją; cztery z tych pięciu badań nie wykazały korzyści z leczenia wymienionymi substancjami.
Australijska firma farmaceutyczna Clinuvel Pharmaceuticals Limited rozpoczęła w 2007 roku badania kliniczne III fazy nad stosowaniem u chorych z EPP analogu melanotropiny – afamelanotydu (CUV1647). Pierwsze wyniki, opublikowane w 2009, określane są jako obiecujące, ale wymagające potwierdzenia w badaniach z większymi grupami chorych. W 2012 roku po zakończonych badaniach II i III fazy lek SCENESSE® (afamelanotide) otrzymał status leku sierocego.
W 2009 ukazała się praca, której autorzy sugerują korzystne działanie warfaryny na nadwrażliwość skóry na słońce u pacjentów z EPP.
W przyszłości opcją leczniczą będzie być może terapia genowa.

### Sytuacje szczególne
EPP nie wiąże się z większym ryzykiem dla ciężarnej czy płodu podczas ciąży. Zmiany skórne są nawet mniej nasilone, w związku z niższymi poziomami protoporfiryny w osoczu.

## Rokowanie
EPP jest chorobą nieuleczalną, objawy towarzyszą chorym przez całe życie. Rokowanie zależy od stopnia uszkodzenia wątroby. Nadwrażliwość na światło w znacznym stopniu wpływa na jakość życia pacjentów.